# واهان میراکیان (خواننده)
واهان اونیکی میراکیان (ارمنی: Վահան Օնիկի Միրաքյան؛  زادهٔ ۲۷ آوریل ۱۹۳۶ - درگذشته ۷ مهٔ ۲۰۱۴) خواننده اپرا اهل ارمنستان بود.

## زندگی‌نامه
وی در ۲۷ آوریل ۱۹۳۶ در ایروان به دنیا آمد و از کنسرواتوار دولتی کومیتاس ایروان فارغ‌التحصیل گشت. وی همچنین برنده جوایزی همچون هنرمند مردمی ارمنستان شوروی (۱۹۷۶) شد. وی در ۷ مهٔ ۲۰۱۴ در سن ۷۸ سالگی در لس آنجلس درگذشت.